# ウイトリッヒの森
ウイトリッヒの森（ウイトリッヒのもり）、あるいはウィトリッヒの森は、神奈川県横浜市戸塚区俣野町2番地にある約30000平方メートル（3ヘクタール）の雑木林。「横浜市の市民の森」の1つ。名前の由来は土地所有者だった在日スイス人男性アーノルド・ウイトリッヒ（?年 - 1983年、Arnold Wuethrich、ドイツ語: Arnold Wüthrich）に因む。

## 概要
1930年（昭和5年）ごろに来日したアーノルド・ウイトリッヒは、故郷スイスの風景に似ているとしてこの森を気に入り、戸塚区矢部町735番地に家（旧ウィトリッヒ邸）を建て、森を農地とした。太平洋戦争終結後は、矢部町周辺が都会化していくのを嫌って俣野町の農地に新居を建てて移住した。
1983年（昭和58年）にウイトリッヒが死去したあと、妻の津田ひ亭（）により、故ウイトリッヒの意志として土地が市に寄贈され、横浜市の市民の森の1つとなった。市民の森としては異色の個人名を冠した森である。また、個人不動産の寄贈額としては最大規模だという。なお、妻のひ亭は、1987年（昭和62年）の市民の森開園を見ることなく、1986年（昭和61年）に98歳で死去した。
コナラなどの木々がしげる雑木林で、リョウメンシダなどのシダ植物なども見られる。

## 設備
- 遊歩道
- トイレ
- ベンチ
- 広場

## 余談
推理作家・斎藤栄の1989年（平成元年）の作品『横浜外人（ウィトリッヒ）の森殺人事件』（双葉文庫）の舞台となった。